# Parachtes latialis
Parachtes latialis är en spindelart som beskrevs av Pietro Alicata 1966. Parachtes latialis ingår i släktet Parachtes och familjen ringögonspindlar.
Artens utbredningsområde är Italien. Inga underarter finns listade i Catalogue of Life.